# Иокогамский пиджин
Иокогамско-японский пиджин (англ. Yokohama Pidgin Japanese, яп. 横浜ピジン日本語), также известный как иокогамский диалект (англ. Yokohama Dialect) — пиджин на основе японского, имевший хождение в Иокогаме (Япония) в конце XIX — начале XX веков.
После реставрации Мэйдзи в 1868 году Иокогама стала одним из «договорных портов», открытых для торговли между Японией и внешним миром (фактически — развитыми странами Европы и США). Тогда же здесь возникло «международное поселение» (районы Каннай и Яматэ) где на правах экстерриториальности начали селиться иностранцы. Иокогамский пиджин сложился как средство общения между ними и местным населением, при этом основой стал не английский, а японский язык.
Основной источник информации о иокогамском пиджине — юмористическая брошюра «Упражнения по иокогамскому диалекту» (англ. Exercises in the Yokohama Dialect), изданный в 1874 году Хоффманом Эткинсоном (англ. Hoffman Atkinson). Несмотря на юмористическую форму подачи информации, брошюра имела практическую цель и была предназначена для прибывающих в Иокогаму иностранцев в качестве самоучителя. Самоучитель содержал большой набор слов и выражений, являясь по сути разговорником. В конце разговорника также присутствовали упражнения — фразы для перевода (в основном юмористического характера) «с иокогамского на английский и с английского на иокогамский». Фразы и слова на иокогамском пиджине были записаны латиницей.
Впоследствии брошюра неоднократно переиздавалась, последний раз — в 1915 году. Отсутствие последующих переизданий скорее всего свидетельствует о исчезновении «иокогамского диалекта».
Позднее иокогамский пиджин вызывал некоторый научный интерес в контексте истории межкультурных контактов и влияния английского языка на развитие японского языка. В 1948 году вышла научная статья, посвящённая «иокогамскому диалекту».